# برنهلم
بُرنهلم (به دانمارکی: Bornholm) (به نروژی باستان: Burgundaholmr، "جزیرهٔ بورگوندی‌ها") نام جزیره‌ای متعلّق به کشور دانمارک و واقع در دریای بالتیک است. این جزیره در شرق دانمارک، جنوب سوئد، و شمال لهستان قرار دارد. ماهی‌گیری، هنر، و مشاغلی از قبیل شیشه‌سازی و کوزه‌گری با استفاده از خاک رس همین جزیره، و نیز کشاورزی لبنی از جمله مهم‌ترین صنایع این جزیره هستند. گردشگری در این جزیره در فصل تابستان اهمّیّت زیادی دارد. مکان‌نگاری بُرنهلم شامل سازندهای صخره‌ای جالب توجّهی در شمال (برخلاف بقیّهٔ دانمارک که به‌طور کلّی بسیار مسطّح است و هیچ کوهی در آن وجود ندارد و تنها شامل چند تپّهٔ کوچک است)، که در پایین‌دست به جنگل‌های کاج و برگ‌ریز (که به‌طور گسترده‌ای در دههٔ ۱۹۵۰ بر اثر توفان‌های متعدّد تخریب شدند) منتهی می‌شود، زمین‌های کشاورزی در مناطق مرکزی، و سواحل شنی در جنوب است. بسیاری از ساکنان با گویش بورنولمزسک صحبت می‌کنند که رسماً گویش دانمارکی است